# Ermag
Ermag war eine in Erlangen von 1923 bis 1932 beheimatete Firma und Motorradmarke.

## Unternehmensgeschichte und Produkte
Gegründet wurde die Firma am 10. September 1923 von Karl Zirkel, Albert Roder und Hans Siebenkees.
Im Jahr 1923 wurden die 250-cm³-Zweitaktmaschinen mit Stufenkolben, Drehschieber und Kompressor unter der Marke E.M.A.G. (für Erlanger Motoren Aktien Gesellschaft) vertrieben, ehe ab 1924 dann die Bezeichnung Ermag Verwendung fand. Diese ungewöhnliche Konstruktion stammte aus der Feder von Albert Roder, dem Konstrukteur u. a. der Ziro und später der NSU Max.
Als Mitinhaber der Firma konstruierte Roder im Jahr 1925 eine obengesteuerte Viertaktmaschine mit ebenfalls 250 cm³ Hubraum, die als normale Straßenmaschine angeboten wurde. Dieser Viertakter hatte Haarnadelventilfedern für Drehzahlen jenseits der 5000er-Marke und leistete für die damalige Zeit erstaunliche 12 PS. Es war praktisch ein Rennmotor, und es wurden auch viele Erfolge im Rennsport erzielt. So konnte Hans Hieronymus beim Feldbergrennen die schnellste Zeit aller gestarteten Maschinen erreichen, obwohl Maschinen bis 1000 cm³ Hubraum am Start waren.
Neben dieser Sportmaschine wurde ab 1925 eine seitengesteuerte 497-cm³-Tourenmaschine angeboten. Dieses Motorrad war hervorragend für den Einsatz im Gespannbetrieb geeignet.
Die Geschäfte der kleinen Firma liefen in den folgenden Jahren hervorragend, und man wollte die Produktion ausweiten. Die Banken sperrten sich aber, hervorgerufen wohl auch durch viele Pleiten in der Branche in der damaligen Zeit. So sah Albert Roder keine Zukunft mehr bei Ermag und verließ das Werk im Alter von 32 Jahren.
Die Motorradproduktion lief zwar noch weiter, es wurden aber nur die vorhandenen 500 cm³-Motorenbestände aufgebraucht. Dann kamen Schweizer M.A.G.-Motoren zum Einbau, anfangs seiten-, ab 1930 wechselgesteuerte Versionen in geringer Anzahl. Mehr und mehr wurde nur noch auf Einzelbestellung hin gefertigt, und im Jahr 1932 schloss man die Tore vollständig.